# Том Белсьо
Том Белсьо (на датски Tom Belsø) е датски автомобилен състезател, пилот от Формула 1. Има 5 старта в шампионата, като не успява да спечели точки с екипа на Франк Уилямс Рейсинг Карс.